# Josu Urrutia
 (décembre 2014).
Si vous disposez d'ouvrages ou d'articles de référence ou si vous connaissez des sites web de qualité traitant du thème abordé ici, merci de compléter l'article en donnant les références utiles à sa vérifiabilité et en les liant à la section « Notes et références ».
Josu Urrutia Tellería, né le 10 avril 1968 à Lekeitio (Pays basque, Espagne), est un footballeur actuellement président de l'Athletic Bilbao. Il jouait au poste de milieu de terrain. Il effectue toute sa carrière avec l'Athletic. 

## Biographie
Après s'être formé dans les catégories inférieures, Josu Urrutia débute avec l'équipe première de l'Athletic Bilbao en 1988.
Il met un terme à sa carrière de joueur en 2003.
Le 7 juillet 2011, il est élu à la présidence de l'Athletic. Il devient le 31e président de l'histoire du club et le 4e ex-joueur à être président. Il détient le record de votes obtenus lors d'une élection à la présidence du club.
En 2015, il entame un deuxième mandat à la présidence du club.